# Vectran (materiał)
Vectran – sztuczne włókno otrzymywane z ciekłokrystalicznego polimeru, wynalezione przez Celanese Acetate LLC. Chemicznie jest to aromatyczny poliester.

Wzór strukturalny Vectranu

Vectran jest wytrzymałym tworzywem opornym chemicznie, zachowuje trwałość w wyższych temperaturach. Stopniowo traci swoją wytrzymałość od temperatury 220 °C aż 330 °C, kiedy topnieje. Włókna z Vectranu pokrywa się warstwą poliuretanu, by zwiększyć jego odporność na ścieranie oraz jako barierę wodną. Odporny na ultrafiolet.

## Zastosowanie w misjach kosmicznych
NASA wykorzystuje obecnie Vectran jako jedną z pięciu warstw skafandrów kosmicznych, z tego tworzywa były wykonane poduszki powietrzne sond marsjańskich Mars Pathfinder i Mars Exploration Rovers – Spirit i Opportunity. Również został zastosowany w statkach kosmicznych wyprodukowanych przez Bigelow Aerospace, spośród których jako pierwszy w przestrzeni kosmicznej znalazł się Genesis I (od 12 lipca 2006).